# Taygetus
Taygetus, Taugetus, Taygetos eller Taygetus (græsk: Ταΰγετος) er en bjergkæde på Peloponnes-halvøen i det sydlige Grækenland. Det højeste bjerg i området er bjerget Taygetus, også kendt som "Profitis Ilias", eller "Profet Elias" (Elijah).
Navnet er et af de ældste registrerede i Europa, optræder i Odysseen. I klassisk mytologi var det forbundet med nymfen Taygete. Under den byzantinske tid og frem til det 19. århundrede var bjerget også kendt som Pentadaktylos (Πενταδάκτυλος; græsk for femfingret, et almindeligt navn i den periode).

## Geografi
Taygetus-massivet er omkring 100 km lang, strækker sig fra centrum af Peloponnes til Kap Matapan, dens sydligste ende. Det omfatter det højeste bjerg på Peloponnes, Profitis Ilias- topmødet, når 2.405 moh. dette er sandsynligvis det klassiske bjerg Taléton nævnt af Pausanias. Det er fremtrædende over landtangen i Korinth, som adskiller Peloponnes fra det græske fastland, og stiger kun til cirka 60 moh. Talrige åer skyller ned fra bjergene, og Eurotas har nogle af sine udspring i den nordlige del af området. Den vestlige side af massivet huser udløbet af Vyroskløften, som fører vintersnesmeltning ned ad bjerget, og munder ud i Messenian-bugten i byen Kardamyli.
Taygetus har udsigt over byerne Sparta og Kalamata, hvis skyline den dominerer. Bjergkæden ligger inden for de regionale enheder Arkadien, Lakonien og Messenien. Taygetus krydses af græsk nationalvej 82, som forbinder Kalamata med Sparta og adskiller det nordlige Taygetus fra Centralkæden. Rindomo-kløften adskiller Centralkæden fra det sydlige Taygetos. Den del af Taygetus, der danner rygraden af Mani-halvøen, er også kendt som Saggias, og betragtes ofte ikke som en del af Taygetus. Den centrale del af bjergkæden kaldes almindeligvis "Skoteini Plevra", hvilket betyder "den mørke side", fordi landsbyerne, der ligger der, ikke får så meget solskin i de tidlige morgentimer og de sene eftermiddagstimer.

## Geologi
Bjergene i det sydlige Europa, der grænser til Middelhavet og løber generelt i en øst-vestlig retning, er af den foldebjerge der er dannet ved kollision af den nordgående afrikanske plade med den eurasiske plade. Hvor den nordlige kant af den afrikanske plade subduceres i en uregelmæssig linje opstår der en foldning (orogeni), som ikke er helt forstået. Bjergene i Italien og Grækenland er en kombination af foldede bjerge og forkastningsbjerge der løber i en nordvest-sydøstlig retning.

## Økologi
Taygetus skråninger er skovklædte, primært med græsk ædelgran (Abies cephalonica) og sortfyr (Pinus nigra). Ødelæggende brande i 2005 og 2007 tærede meget på skovene, især på de centrale vestlige skråninger, og kun omkring halvdelen er tilbage.